# Wiślica (stacja kolejowa)
Wiślica – wąskotorowa stacja kolejowa w Koniecmostach, w gminie Wiślica, w powiecie buskim, w województwie świętokrzyskim, w Polsce. Jest stacją końcową Jędrzejowskiej kolei wąskotorowej